# Arnold Schönberg
  Arnold Schönberg    (Viena, 13 de setembre de 1874 - Los Angeles, 13 de juliol de 1951), de nom complet Arnold Franz Walter Schönbergfou un compositor austríac nacionalitzat estatunidenc. Part de les seves obres s'associen amb els moviments expressionistes de principis del segle xx en l'art i la literatura germàniques. Va ser dels primers compositors a abraçar l'atonalisme. La principal innovació de Schönberg és la tècnica dodecafònica, que utilitza sèries de notes (serialisme). També va ser pintor, un important teòric musical i un influent mestre de composició.

## Biografia
Arnold Schönberg va néixer al si d'una família jueva asquenazita al districte de Leopoldstadt (que un temps havia estat el ghetto jueu) a Viena. Encara que sa mare, Pauline, natural de Praga, era professora de piano (son pare, Samuel, natural de Bratislava, era comerciant), Arnold va ser un autodidacte, prenent tan sols lliçons de contrapunt amb el compositor Alexander von Zemlinsky, qui amb el temps esdevindria el seu primer cunyat (el 1901 es va casar amb Mathilde). En la vintena, va treballar orquestrant operetes mentre componia obres com ara el sextet per a corda Verklärte Nacht ("Nit Transfigurada") el 1899. Més tard va fer-ne una versió per a orquestra, que ha esdevingut una de les seues obres més populars. Tant Richard Strauss com Gustav Mahler van reconèixer la importància de Schönberg, Strauss en escoltar els Gurre-Lieder, i Mahler després d'escoltar algunes de les seues primeres obres. Mahler va adoptar-lo com a protegit i fins i tot va mostrar-se preocupat sobre la sort de Schönberg després que ell morira. Schönberg, tot i ser molt crític amb algunes de les simfonies de Mahler, va rebre una important influència d'aquest, va defensar la seua obra i el va considerar un sant. Malgrat el seu origen jueu, el 1898 va convertir-se al Luteranisme. Va romandre luterà fins a 1933.
L'estiu de 1908, quan la seua esposa Mathilde va abandonar-lo durant uns mesos fugint amb un jove pintor austríac, Richard Gerstl (que més tard es va suïcidar, després del retorn de Mathilde amb el seu espòs i els seus fills), va marcar un canvi substancial en l'obra de Schönberg. Durant l'absència de la seua esposa va compondre Du lehnest wider eine Silberweide; la primera de les seues obres considerada atonal. El mateix any va enllestir una de les seues obres més revolucionàries: el Quartet de Corda No. 2, els dos primers moviments del qual, encara que cromàtics en el seu "color", són tonals, mentre que els dos darrers, inspirats en poemes del poeta místic alemany Stefan George, trenquen els lligams amb la tonalitat tradicional (encara que ambdós acaben en acords tonals i, per tant, no es puguen qualificar de completament atonals) i, desembarassant-se d'una tradició de dècades, incorporen la veu d'una soprano.
Una altra de les seues obres importants d'aquest període atonal és l'influent Pierrot Lunaire, op. 21, de 1912, un cicle de cançons expressionistes sobre textos d'Albert Giraud ben diferents de tot el que abans s'havia fet en música. Utilitzant la tècnica de l'Sprechgesang, o cant parlat, l'obra necessita una cantant, disfressada de Pierrot, amb un petit conjunt de cinc (o de vegades 6) instrumentitstes, que intervenen en diferents combinacions en cadascuna de les cançons.
En la seva vida personal hi havia una estabilitat sense precedents. El 1923 la infidel Mathilde havia mort després d'una greu malaltia, i menys d'un any després Schoenberg va contreure matrimoni amb Gertrud Kolish, filla d'un metge vienès i germana del violinista Rudolf Kolish.
Posteriorment, Schönberg va crear el mètode dodecafònic de composició, que més tard evolucionaria al serialisme. Aquesta tècnica va ser acceptada per molts dels seus alumnes, que tot plegat van constituir l'anomenada Segona Escola de Viena. Cal esmentar entre aquests Karl Schiske, Roger Huntington Sessions, Anton Webern, Alban Berg, Vilma von Webenau Jakob Kostakovsky i Hanns Eisler, tots els quals van ser profundament influïts per Schönberg. Va excel·lir com a professor de composició (ensenyant a músics de la talla de John Cage), en part amb el mètode d'analitzar i transmetre els avanços aconseguits pels clàssics, especialment Bach, Mozart, Beethoven, i Brahms, i en part enfocant-se en extraure la individualitat estilística de cada alumne. Va publicar nombroses monografies, entre les quals cal destacar la cèlebre Harmonielehre (Teoria de l'Harmonia) o els Fundamentals of Musical Composition (Fonaments de la Composició Musical), molts dels quals no han deixat de reimprimir-se i que encara avui s'utilitzen com a llibres de text.

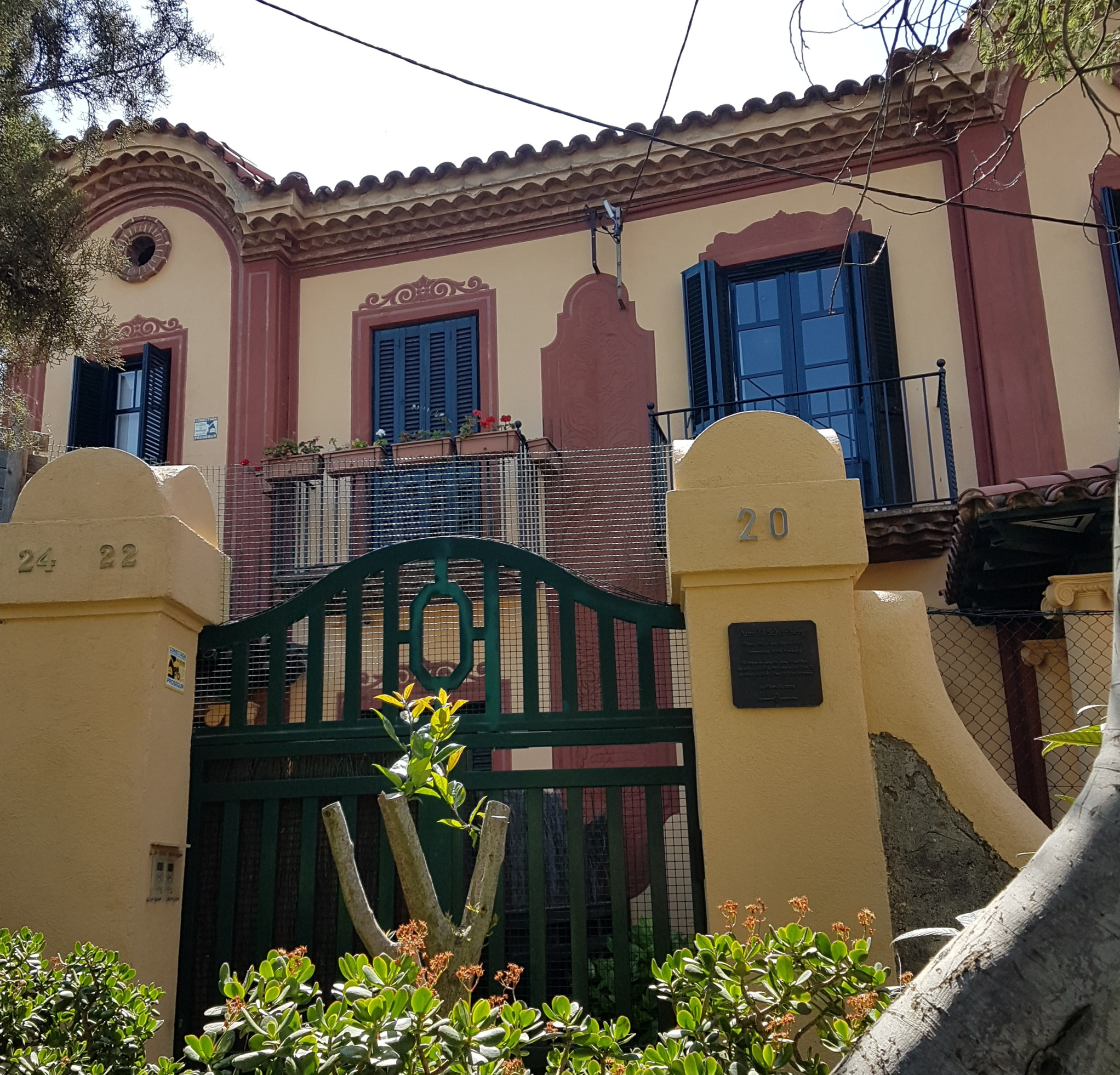
Casa d'Arnold Schönberg a Barcelona

Els anys 1931 i 1932 residí a Barcelona (Baixada de Briz, cantonada amb Verdi, a Vallcarca, en una torre), on tenia amics com el compositor català Robert Gerhard i el poeta Carles Sindreu, que li feia d'amical professor de tennis. Hi va néixer la seva filla, a qui van posar el nom català de Núria.

El 3 d'abril de 1932 es va celebrar un concert en honor seu al Palau de la Música Catalana, on es van interpretar obres com La nit transfigurada o Pel·leas i Melisanda. El concert va ser interpretat per l'orquestra Pau Casals i dirigit pel mateix Arnold Schönberg.

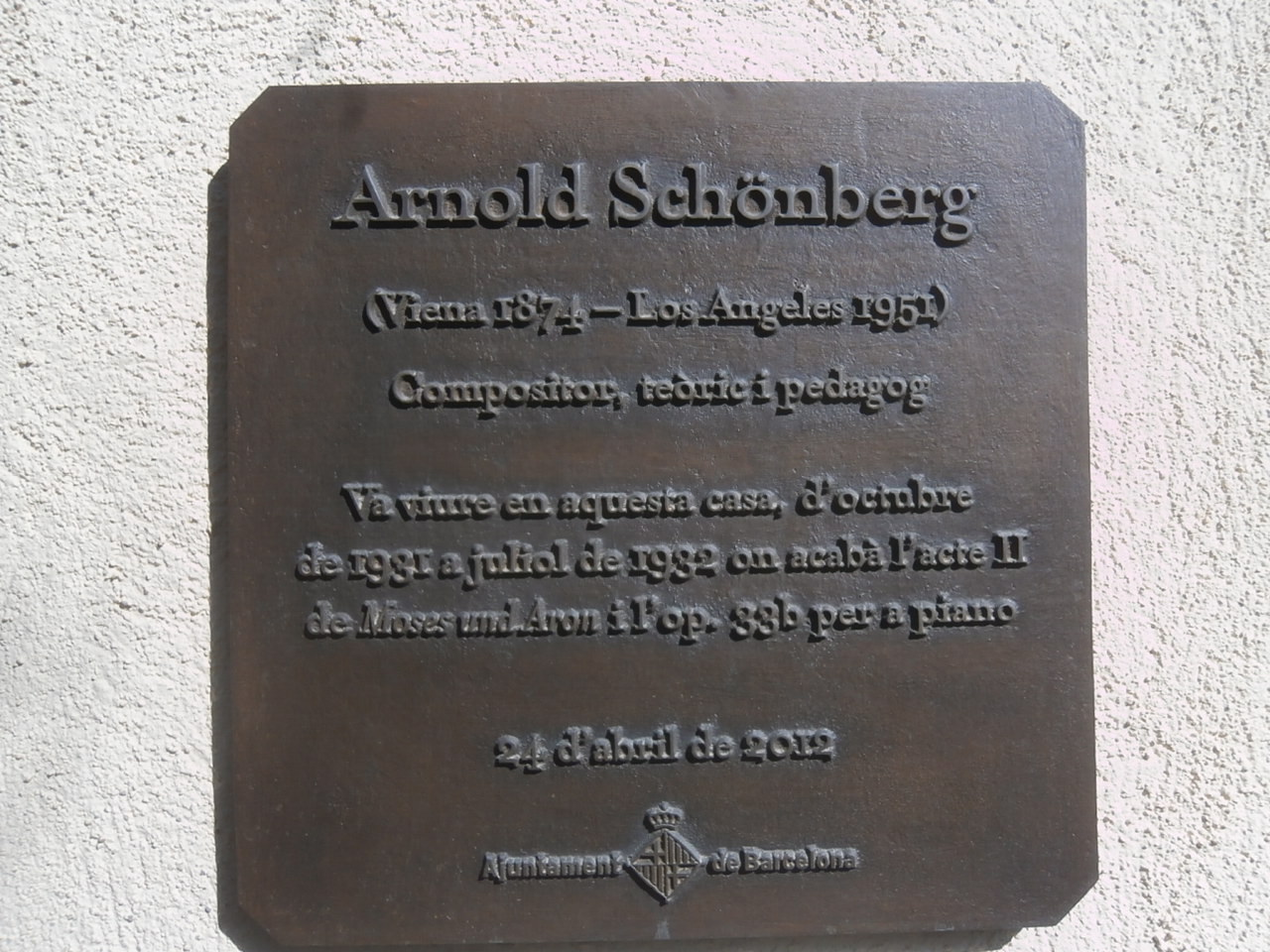
Placa a la casa on va residir Schönberg entre l'octubre de 1931 i el juliol de 1932, al carrer que duu el seu nom, al barri de Vallcarca de Barcelona.

Va ser forçat a l'exili pels nazis el 1933 i va emigrar a París, on va retrobar-se amb el judaisme, i després als Estats Units. La primera plaça que va ocupar com a docent va ser al Malkin Conservatory de Boston. Després va traslladar-se a Los Angeles, on va ensenyar a la University of Southern California i a la University of California, Los Angeles i on va tenir infinitat d'alumnes, entre ells Wayne Barlow. Va situar la seua residència a Brentwood Park, on viuria la resta de la seua vida.
Durant aquest període final va compondre diverses obres notables, incloent-hi el difícil Concert per a violí, op. 36 (1934/36), el Kol Nidré, op. 39, per a cor i orquestra (1938), L'Oda a Napoleó Bonaparte, op. 41 (1942), el sovint interpretat Concert per a piano, op. 42 (1942), i el seu homenatge a les víctimes de l'Holocaust, A Survivor from Warsaw, op. 46 (1947). No va ser capaç d'acabar la seua òpera Moses und Aron (1932/33), que va ser una de les primeres obres líriques en ser compostes totalment amb la tècnica dodecafònica. El 1941 es va nacionalitzar als Estats Units. Va morir el 1951.
Schönberg va tenir cinc fills de dos matrimonis: Gertrud, Georg, (Deborah) Núria Schöenberg (nascuda a Barcelona durant una estada d'uns mesos a la capital catalana), Ronald (Ronny) i Lawrence (Larry), aquest darrer concebut a l'edat de seixanta-sis anys. Núria esdevindrà esposa del compositor italià (i marxista) Luigi Nono. Randol Schönberg, un dels seus nets (cal destacar l'anagrama que forma el seu nom) és un important advocat americà, especialista en dret de successió i particularment de les restitucions de béns espoliats pels nazis.

### Superstició i mort
La naturalesa supersticiosa de Schönberg pot haver desencadenat la seva mort. El compositor tenia triscaidecafòbia (la por al número tretze) i, segons la seva amiga Katia Mann, tenia por de morir durant un any múltiple de 13.. Això possiblement va començar el 1908 amb la composició de la tretzena cançó del cicle de cançons Das Buch der Hüngenden Gärten ("El llibre dels jardins penjants"), op. 15. El 1939, temé tant el seu seixanta-cinquè aniversari que un amic va demanar al compositor i astròleg Dane Rudhyar que preparés l'horòscop de Schönberg. Rudhyar ho feu i digué a Schönberg que l'any seria perillós, però no fatal.

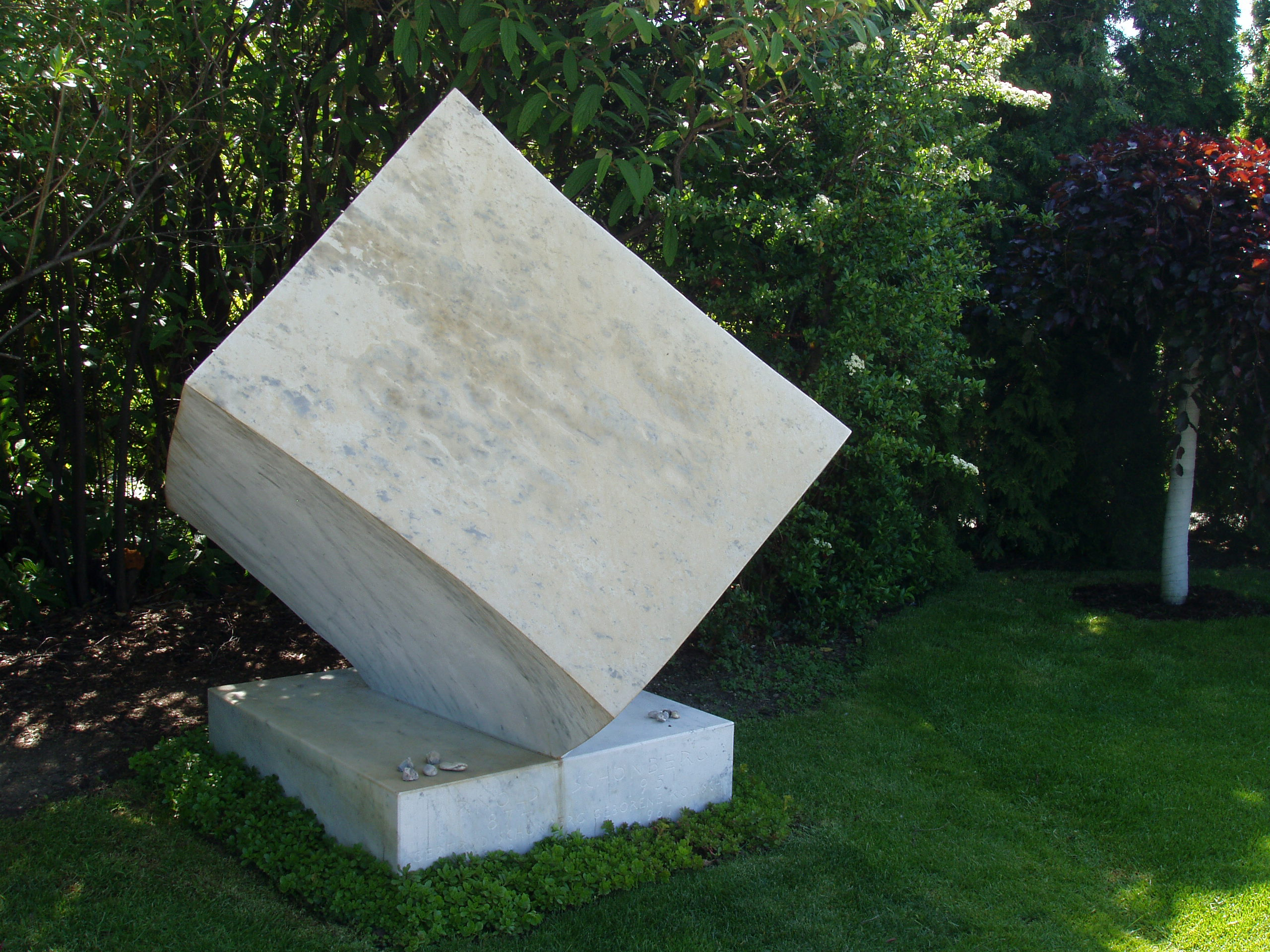
La tomba de Schönberg al Zentralfriedhof, Viena.

Però el 1950, en el seu 76è aniversari, un astròleg escrigué a Schönberg una nota advertint-li que l'any era crític: 7+6=13. Això atordí i deprimí el compositor, ja que fins aleshores només havia tingut prevenció pels múltiples de 13 i no havia pensat mai de sumar els dígits de la seva edat. Morí el divendres 13 de juliol de 1951, poc abans de mitjanit. Schönberg s'havia quedat al llit tot el dia, malalt, neguitós i deprimit. La seva esposa Gertrud informà en un telegrama la seva cunyada Ottilie, l'endemà,que Arnold havia mort a les 23:45, 15 minuts abans de mitjanit. En una carta a Ottilie datada el 4 d'agost de 1951, Gertrud li explicava: "Cap a un quart de dotze vaig mirar el rellotge i em vaig dir a mi mateixa: un quart més i el pitjor haurà acabat. Llavors el metge em va trucar. La gola d'Arnold va fer dues raneres, el seu cor va fer un fort batec i aquest fou el final".
Les cendres de Schenbergnberg foren enterrades posteriorment al Zentralfriedhof de Viena el 6 de juny de 1974.

## Músic

### Obres i ideari
Schönberg, com a intel·lectual jueu, va percaçar la cerca de l'ideal i l'establiment de la Veritat (com qui intenta acostar-se al concepte suprem de Déu). Va veure que l'evolució de la música s'havia accelerat, amb l'obra de Wagner, Richard Strauss i Mahler fins a arribar a la "saturació". Si la música havia de tornar a gaudir d'una genuïna i vàlida simplicitat d'expressió, com en l'obra dels seus admirats Mozart i Schubert, calia renovar el llenguatge.
En aquells anys la cultura occidental va veure el naixement de l'art abstracte i la psicoanàlisi a la mateixa ciutat: Viena. Molts intel·lectuals tenien la impressió que el pensament s'havia desenvolupat fins a un punt de no retorn, i que no era possible, amb honestedat, simplement repetir els esquemes anteriors. Entre 1901 (Gurre-Lieder) i 1910 (Cinc peces per a orquestra) la música de Schönberg va patir el canvi més radical de tota la seua carrera. En compondre el seu quartet opus 7 i la seua Simfonia de Cambra opus 9, va imaginar que havia arribat a un estil madur i personal que podria fer servir en endavant. Però ja en el segon quartet de corda, opus 10 i en les Tres peces per a piano, opus 11, va haver d'admetre que la saturació de notes afegides a l'harmonia havia arribat a un nivell que no distingia entre consonància i dissonància.
La Guerra Mundial va suposar una crisi en aquest desenvolupament. El servei militar va interrompre la seua vida. En realitat, mai no va ser capaç de treballar durant llargs períodes ininterromputs, per això va deixar bastants obres inacabades i projectes no desenvolupats. Va ser després de la guerra quan va treballar en el sentit de trobar una textura musical més simple i clara, del que en va ser resultat el mètode de composició amb dotze tons, en el qual les dotze notes de l'escala cromàtica són considerades d'igual rang, sense establir relacions jeràrquiques com ocorre en l'harmonia clàssica. Aquesta revolució va ser considerada l'equivalent en música als descobriments d'Albert Einstein en Física. El mateix Schönberg ho va anunciar emfàticament al seu amic Josef Rufer, durant una passejada, amb aquestes paraules: "Avui he fet un descobriment que garantirà la supremacia de la música alemanya durant els pròxims cent anys".
Aquesta observació, massa malentesa i massa extreta de context, probablement era una de les acostumades ironies de Schönberg, que potser es referia a la pèrdua de la posició dominant dels països germànics en el món musical en els anys previs, així com al seu desig d'arribar a ser comparat als seus ídols: Mozart i Bach.
En els següents anys va produir una sèrie d'obres instrumentals i orquestrals i va mostrar com amb el seu mètode es podia crear música completament nova, i gens deutora del passat. El clímax el va assolir amb l'òpera Moses und Aron, de la qual va escriure dos terços però que va ser incapaç d'acabar, potser per raons psicològiques. La música acaba en el moment en què Moisès es lamenta per la frustració de no poder expressar-se tal com és. No hi ha dubte que en aquesta època Schönberg havia començat a sentir-se també com una mena de profeta.
Quan es va establir a Califòrnia va escriure algunes obres en les quals retornava a la música tonal, però d'una manera diferent, no simplement reutilitzant l'harmonia clàssica. Aquest fet està d'acord amb la creença de Schönberg que la seua música era una evolució natural de la música del passat. Una vegada va declarar: La meva música no és realment moderna, només ocorre que s'interpreta malament.
Cal dir que Schönberg no va ser l'únic (i potser ni tan sols el primer) a experimentar amb l'ús sistemàtic dels dotze tons. Tant el compositor rus Nikolai Róslavets com els alumnes de Schönberg, els austríacs Hanns Jelinek i Josef Matthias Hauer van desenvolupar el seu propi sistema dodecafònic de manera completament independent i sobre la mateixa època que Schönberg, i l'estatunidenc Charles Ives va experimentar amb tècniques de dotze tons bastant abans. Tanmateix, el sistema de Schönberg va ser el de més èxit, el més difós i el més influent.

### Controvèrsies i polèmiques
Malgrat tot, gran part de la seua obra no va ser ben acollida. El 1907 es va estrenar la Simfonia de cambra núm. 1. L'audiència era petita i la reacció va ser tèbia. Quan va ser reinterpretada, el 1913, en un concert que també incloïa obres d'Alban Berg, Anton Webern i Alexander von Zemlinsky, part del públic va començar a escridassar-la. Poc després, al mateix concert i durant la interpretació d'unes cançons de Berg, l'escàndol va derivar en una batalla campal entre el públic, fins que va haver d'intervenir-hi la policia. La música de Schönberg, i sobretot el seu trencament amb la tonalitat, ha polaritzat les opinions entre seguidors i detractors; els primers el consideren un dels pocs genis de la música i els darrers odien tota la seua producció.
Schönberg era un home adust, amb qui era difícil establir relació i amistat. En una de les seues cartes va dir "Espere que no sigueu tan estúpid com per ofendre-us pel que vaig dir...". També va recompensar als directors que, com Otto Klemperer, van programar la seua música, queixant-se de què no havien fet prou. Per altra banda, entre aquells considerats els seus deixebles, era capaç d'inspirar una absoluta devoció. Fins i tot compositors tan extremadament individualistes com Alban Berg o Anton Webern van demostrar una mena de servilisme cap al mestre.
La tècnica serial de composició amb 12 notes va estar al centre de les polèmiques entre els músics europeus i americans de mitjan segle xx, en Nikolai Obujov (1892-1954) en fou una bona mostra. A principis dels anys 1940 i fins avui dia, compositors com Pierre Boulez, Karlheinz Stockhausen i Milton Babbitt han conreat el llegat del serialisme ampliant-lo cap a nous horitzons, mentre que compositors que es consideraven com a oposats als punts de vista de Schönberg, incloent-hi Ígor Stravinski i Aaron Copland, van començar, en la dècada de 1950, a explorar el serialisme. Els mètodes de Schönberg van convertir-se en un huracà que va escombrar totes les altres tècniques musicals. Durant els anys 1960 i 1970 la discussió acadèmica sempre concloïa en termes d'acord o desacord amb el serialisme.
En dècades recents, els compositors han intentat transcendir la polèmica serial, però per altra banda han aparegut noves controvèrsies al voltant de Schönberg. Principalment el fet que la darrera música composta per Schönberg no és estrictament consistent amb els principis serials que ell mateix havia establert. Així, s'ha posat en dubte la centralitat del serialisme en Schönberg. Segons el compositor i escriptor Chaya Czernowin, la principal revolució de Schönberg (encara que no prou acreditada) no va ser l'atonalitat o el serialisme, sinó la descentralització del motiu recognoscible com la principal font d'identitat en la composició musical, una característica més duradora i més estesa en la música avantguardista del darrer segle. Per altra banda, reconeixent la relativa importància del serialisme en la música del segle XX, crítics com ara Pierre Boulez o James Tenney han argumentat que la importància històrica de Schönberg potser haja estat sobreestimada.

## Interessos extramusicals
Schönberg va ser també un pintor de tècnica apreciable, les obres del qual van ser considerades com prou bones com per a ser exposades al costat de les pintures de Franz Marc i Vassili Kandinski. A més, va deixar una considerable obra literària, teatre i poesia, així com assaigs, no només sobre temes musicals sinó també sobre política i sobre la situació sociohistòrica del poble Jueu.

## Obres

### Composicions selectes
- Verklärte Nacht, op. 4, per a sextet de corda (1899)
- Gurre-Lieder per a solistes, cor i orquestra sobre texts de Jens Peter Jacobsen (1900-1901, 1913)
- Simfonia de cambra núm. 1, op. 9 (1906)
- Quartet No. 2 en Fa sostingut menor (amb soprano), op. 10 (1907)
- Cinc peces per a orquestra, op. 16 (1909)
- Sechs Kleine Klavierstücke, op. 19 per a piano (1911)
- Pierrot Lunaire op. 21, sobre text d'Albert Giraud (1912)
- Moses und Aron (Moisès i Aaron) (1930/32, òpera inacabada)
- Suite per a piano, op. 25 (1921/23)
- Concert per a quartet de corda i orquestra en Si bemoll (1933) sobre el Concerto Grosso, op. 6, no. 7 de George Frideric Handel, lliurement transcrit i desenvolupat per Schönberg
- Concert per a violí , op. 36 (1936)
- Simfonia de cambra núm. 2, op. 38 (1909/39)
- Concert per a piano , op. 42 (1942)
- A Survivor from Warsaw, op. 46 (1947)

### Llista completa d'obres amb número d'opus
- 2 Gesänge [2 Cançons] per a baríton, op. 1 (1898)
- 4 Lieder [4 Cançons], op. 2 (1899)
- 6 Lieder [6 Cançons], op. 3 (1899/1903)
- Verklärte Nacht [Nit transfigurada], op. 4 (1899)
- Pelleas und Melisande, op. 5 (1902/03)
- 8 Lieder [8 Cançons] per a soprano, op. 6 (1903/05)
- Quartet de corda no. 1, re menor, op. 7 (1904/05)
- 6 Lieder [6 Cançons] amb orquestra, op. 8 (1903/05)
- Simfonia de cambra núm. 1, op. 9 (1906)
- Quartet de Corda no. 2, Fa sostingut menor (amb Soprano), op. 10 (1907/08)
- 3 Stücke [3 Peces] per a Piano, op. 11 (1909)
- 2 Balladen [2 Balades], op. 12 (1906)
- Friede auf Erden [Pau en la Terra], op. 13 (1907)
- 2 Lieder [2 Cançons], op. 14 (1907/08)
- 15 Gedichte aus Das Buch der hängenden Gärten [15 Poemes del llibre dels jardins penjants] de Stefan George, op. 15 (1908/09)
- Fünf Orchesterstücke [5 Peces per a orquestra], op. 16 (1909)
- Erwartung [Espera] per a Soprano i orquestra, op. 17 (1909), estrenada a Llatinoamerica (1959) per Robert Kinsky.
- Die glückliche Hand [La mà afortunada] per a cor i orquestra, op. 18 (1910/13)
- Sechs Kleine Klavierstücke [6 petites peces per a piano], op. 19 (1911)
- Herzgewächse [Fullam del cor] per a Soprano, op. 20 (1911)
- Pierrot lunaire, op. 21 (1912)
- 4 Lieder [4 Cançons] per a veu i orquestra, op. 22 (1913/16)
- 5 Stücke [5 Peces] per a Piano, op. 23 (1920/23)
- Serenade, op. 24 (1920/23)
- Suite per a Piano, op. 25 (1921/23)
- Quintet de vent, op. 26 (1924)
- 4 Stücke [4 Peces], op. 27 (1925)
- 3 Satiren [3 Sàtires], op. 28 (1925/26)
- Suite, op. 29 (1925)
- Quartet de corda no. 3, op. 30 (1927)
- Variacions per a orquestra, op. 31 (1926/28)
- Von heute auf morgen [D'avui a demà] per a cinc veus i orquestra, op. 32 (1929)
- 2 Stücke [2 Peces] per a Piano, op. 33a (1928) & 33b (1931)
- Begleitmusik zu einer Lichtspielszene [Música per a una escena cinematogràfica], op. 34 (1930)
- 6 Stücke [6 Peces] per a cor masculí, op. 35 (1930)
- Concert per a violí, op. 36 (1934/36)
- Quartet de corda No. 4, op. 37 (1936)
- Simfonia de cambra núm. 2, op. 38 (1906/39)
- Kol nidré per a cor i orquestra, op. 39 (1938)
- Variacions sobre un recitatiu, per a orgue, op. 40 (1941)
- Oda a Napoleó Bonaparte, per a veu i Quintet amb piano, op. 41 (1942)
- Concert per a piano, op. 42 (1942)
- Tema i Variacions per a Banda, op. 43a (1943)
- Tema i Variacions per a orquestra, op. 43b (1943)
- Preludi al "Gènesi" per a cor i orquestra, op. 44 (1945)
- Trio de corda, op. 45 (1946)
- Un supervivent a Varsòvia, op. 46 (1947)
- Fantasia per a violí i piano, op. 47 (1949)
- 3 Cançons, op. 48 (1933)
- 3 Cançons Populars, op. 49 (1948)
- Dreimal tausend Jahre [Tres vegades un miler d'anys], op. 50a (1949)
- Psalm 130 "De profundis", op. 50b (1950)
- Modern psalm, op. 50c (1950, inacabat)

### Obres sense número d'opus

#### Òpera
- Erwartung (L'espera, 1924)
- Moses und Aron (Moisès i Aaró, 1930/32, inacabada)

#### Obres per a Cor
- Ei, du Lütte [Oh, petit] (late 1890s)
- Gurre-Lieder [Cançons de Gurre] (1901/11)
- 3 Volksliedsätze [3 moviments populars] (1929)
- Die Jakobsleiter [L'escala de Jacob] (1917/22, inacabada)

#### Obres Orquestrals
- Concert per a violoncel "sobre el concert en re major per a clavecí de Monn" (1932/33)
- Concert "sobre el Concerto Grosso, op. 6, no. 7 de George Frideric Handel, lliuement transcrit i desenvolupat per Schönberg (1933)
- Suite, en sol major, per a orquestra de corda (1934)

#### Obres de cambra
- Stück, en re menor per a violí i Piano (1893/94)
- Presto, en do major per a Quartet de corda (1896/97)
- Quartet de corda, en re major (1897)
- Scherzo, en fa major per a Quartet de corda (1897)
- Die eiserne Brigade [La brigada de ferro] per a Quintet amb Piano (1916)
- Weihnachtsmusik [Música de Nadal] per a Quartet amb Piano (1921)
- Fanfàrria sobre motius dels Gurre-Lieder per a conjunt de vent i percussió (1945)
- Ein Stelldichein [Una cita] per a Quintet mixt (1905)
- 3 kleine Orchesterstücke [3 petites peces per a orquestra] (1910)
- Sonata per a violí i piano (1927) (fragment de 43 compasos)

#### Cançons
- Am Strande [En la costa] (1909)
- Die Beiden (Sie trug den Becher in der Hand) (1899)
- 8 Brettllieder [8 Cançons de Cabaret] (1901)
- Deinem Blick mich zu bequemen (1903)
- 4 Deutsche Volkslieder [4 cançons polulars alemanyes] (1929)
- Ecloge (Duftreich ist die Erde) (1896/97)
- Gedenken (Es steht sein Bild noch immer da) (1893/1903?)
- Gruss in die Ferne (Dunkelnd über den See) (Aug 1900)
- In hellen Träumen hab' ich dich oft geschaut (1893)
- 12 erste Lieder [12 Primeres Cançons] (1893/96)
- Mädchenfrühling (Aprilwind, alle Knospen) (1897)
- Mädchenlied (Sang ein Bettlerpärlein am Schenkentor) (1897/1900)
- Mailied (Zwischen Weizen und Korn)
- Mannesbangen (Du musst nicht meinen) (1899)
- Nicht doch! (Mädel, lass das Stricken (1897)
- Ein Schilflied (Drüben geht die Sonne scheiden) (1893)
- Waldesnacht, du wunderkühle (1894/96)
- Warum bist du aufgewacht (1893/94)

#### Obres per a teclat
- 3 Stücke [3 Peces] (1894)
- 6 Stücke [6 Peces] per a 4 mans (1896)
- Scherzo (Gesamtausgabe fragment 1) (ca. 1894)
- Leicht, mit einiger Unruhe, en Do sostingut menor (Gesamtausgabe fragment 2) (ca. 1900)
- Langsam [Slowly], en La bemoll major (Gesamtausgabe fragment 3) (1900/01)
- Wenig bewegt, sehr zart, en Si bemoll major (Gesamtausgabe fragment 4) (1905/06)
- 2 Stücke [2 Peces] (Gesamtausgabe fragments 5a & 5b) (1909)
- Stück [Peça] (Gesamtausgabe fragment 6) (1909)
- Stück [Peça] (Gesamtausgabe fragment 7) (1909)
- Stück [Peça] (Gesamtausgabe fragment 8) (ca. 1910)
- Mäßig, aber sehr ausdrucksvoll (Gesamtausgabe fragment 9) (Març 1918)
- Langsam (Gesamtausgabe fragment 10) (Estiu 1920)
- Stück [Peça] (Gesamtausgabe fragment 11) (Estiu 1920)
- Langsame Halbe ], en Si (Gesamtausgabe fragment 12) (1925)
- Quarter note = mm. 80 (Gesamtausgabe fragment 13) (Febrer 1931)
- Sehr rasch; Adagio (Gesamtausgabe fragment 14) (Juliol 1931)
- Andante (Gesamtausgabe fragment 15) (10 Octubre 1931)
- Peça (Gesamtausgabe fragment 16) (after Octubre 1933)
- Moderato (Gesamtausgabe fragment 17) (Abril 1934?)
- Sonata per a orgue (1941)

#### Cànons
- O daß der Sinnen doch so viele sind! (Bärenreiter I) (April? 1905) (4 veus)
- Wenn der schwer Gedrückte klagt (Bärenreiter II) (April? 1905) (4 veus)
- Wer mit der Welt laufen will (Bärenreiter XXI) (Març 1926; Juliol 1934) (3 veus)
- Cànon (Bärenreiter IV) (Abril 1926) (4 veus)
- Von meinen Steinen (per a Erwin Stein) (Bärenreiter V) (Desembre 1926) (4 veus)
- Arnold Schönberg beglückwünschst herzlichst Concert Gebouw [Arnold Schönberg felicita al Concert Gebouw afectuosament] (Bärenreiter VI) (Març 1928) (5 veus)
- Mirror cànon with two free middle voices, la major (Bärenreiter VIII) (Abril 1931) (4 veus)
- Jedem geht se so [Cap home pot fugir] (per a Carl Engel) (Bärenreiter XIII) (April 1933; text 1943) (3 veus)
- Mir auch ist se so ergangen (per a Carl Engel) (Bärenreiter XIV) (Abril 1933; text 1943) (3 veus)
- Perpetual cànon, la menor (Bärenreiter XV) (1933) (4 veus)
- Mirror canon, la menor (Bärenreiter XVI) (1933) (4 veus)
- Es ist zu dumm (per a Rudolph Ganz) (Bärenreiter XXII) (Setembre 1934) (4 veus)
- Man mag über Schönberg denken, wie man will (per a Charlotte Dieterle) (Bärenreiter XXIII) (1935) (4 veus)
- Doble cànon (Bärenreiter XXV) (1938) (4 veus)
- Mr. Saunders I owe you thanks (per a Richard Drake Saunders) (Bärenreiter XXVI) (Desembre 1939) (4 veus)
- I am almost sure, when your nurse will change your diapers (per a Artur Rodzinsky en el naixement del seu fill Richard) (Bärenreiter XXVIII) (Març 1945) (4 veus)
- Cànon per a Thomas Mann en el seu 70 aniversari (Bärenreiter XXIX) (June 1945) (2 violins, viola, violoncel)
- Gravitationszentrum eigenen Sonnensystems [Tu ets el centre de gravetat del teu propi sistema solar] (Bärenreiter XXX) (Agost 1949) (4 veus)

#### Transcripcions i arranjaments
- Bach: Preludi a Coral: Schmücke dich, o liebe Seele [Deck thyself, oh dear soul], BWV 654 (arr. 1922: orquestra)
- Bach: Preludi a Coral: Komm, Gott, Schöpfer, heiliger Geist [Come, God, Creator, Holy ghost], BWV 631 (arr. 1922: orquestra)
- Bach: Preludi i fuga, Mi bemoll major "St Anne", BWV 552 (arr. 1928: orquestra)
- Brahms: Quartet amb piano, sol menor, op. 25 (arr. 1937: orquestra)
- Denza: Funiculi, funicula (arr. 1921: veu, clarinet, mandolina, guitarra, violí, viola, violoncel)
- Mahler: Das Lied von der Erde [La cançó de la Terra] (arr. Arnold Schönberg & Anton Webern, 1921; completada per Rainer Riehn, 1983: soprano, flauta i piccolo, oboe i corn anglès, clarinet, fagot i contrafagot, trompa, harmonium, piano, 2 violins, viola, violoncel, contrabaix)
- Mahler: Lieder eines fahrenden Gesellen (arr. Arnold Schönberg, 1920: veu, flauta, clarinet, harmonium, piano, 2 violins, viola, violoncel, contrabaix, percussió)
- Reger: Eine romantische Suite, op. 125 (arr. Arnold Schönberg i Rudolf Kolisch, 1919/1920: flauta, clarinet, 2 violins, viola, violoncel, harmonium a 4 mans, piano a 4 mans)
- Schubert: Rosamunde, Fürstin von Zypern: música incidental, D. 797 (arr. Arnold Schönberg, 1903?: piano a 4 mans)
- Schubert: Ständchen [Serenata], D. 889 (arr. Arnold Schönberg (1921) (veu, clarinet, fagot, mandolina, guitarra, 2 violins, viola, violoncel))
- Sioly: Weil i a alter Drahrer bin (arr. 1921: clarinet, mandolina, guitarra, violí, viola, violoncel)
- Strauss: Kaiserwalzer [Vals de l'Emperador], op. 437 (arr. 1925: flauta, clarinet, 2 violins, viola, violoncel, piano)
- Strauss: Rosen aus dem Süden [Roses del sud], op. 388 (arr. 1921: harmonium, piano, 2 violins, viola, violoncel)